# Goin' Places
Goin' Places es el undécimo álbum de estudio de la banda estadounidense The Jacksons lanzado por los sellos Epic Records y Philadelphia International Records el 18 de octubre de 1977. Ron Wynn del sitio Allmusic le dio tres estrellas de cinco.

## Recepción
El 18 de octubre de 1977 se lanzó el disco, esto sería el último álbum de la banda publicado entre Epic Records y Philadelphia International Records. Hacia 1978, The Jacksons grabaría principalmente con Epic y volvería con el éxito comercial de su próximo trabajo, Destiny. Junto con 2300 Jackson Street (1989) es el disco con ventas más bajas, sin embargo entró en el puesto sesenta y tres en la lista Billboard 200, y en el número once del conteo Billboard R&B albums chart. Vendió más de medio millón de copias mundialmente.

## Lista de canciones
Kenneth Gamble y Leon Huff compusieron todas las pistas; salvo las indicadas
1. «Music's Takin' Over» (John Whitehead, Gene McFadden, Victor Carstarphen) – 4:26
2. «Goin' Places» – 4:30
3. «Different Kind of Lady» (The Jacksons) – 4:10
4. «Even Though You're Gone» – 4:31
5. «Jump for Joy» (Dexter Wansel, Cynthia Biggs) – 4:42
6. «Heaven Knows I Love You, Girl» – 3:55
7. «Man of War»  – 3:13
8. «Do What You Wanna» (The Jacksons) – 3:31
9. «Find Me a Girl»  – 4:34

## Personal

### The Jacksons
- Michael Jackson: voz principal y coro
- Tito Jackson: voz principal (temas 6 & 7), coro y guitarras
- Marlon Jackson: voz principal (tema 7) y coro
- Jackie Jackson: voz principal (tema 7) y coro
- Randy Jackson: voz principal (tema 7), coro y percusión

### Personal adicional
- Charles Collins: batería
- David Cruse, Larry Washington: percusión
- Roland Chambers, Michael Forman, Dennis Harris: guitarras
- Leon Huff, Dexter Wansel: teclado, piano

## Listas
| Lista (1977)              | Posición |
| ------------------------- | -------- |
| Billboard Pop Albums      | 63       |
| Billboard Top Soul Albums | 11       |

### Sencillos
| Año  | Sencillo         | Posición                  | Posición    | Posición |
| Año  | Sencillo         | EE. UU. Billboard Hot 100 | EE. UU. R&B |          |
| ---- | ---------------- | ------------------------- | ----------- | -------- |
| 1977 | «Goin' Places»   | 82                        | 8           |          |
| 1978 | «Find Me a Girl» | -                         | 38          |          |